# 앤티가 바부다인

앤티가 바부다의 국기

앤티가 바부다인(Antiguan and Barbudans)은 앤티가 바부다 국적을 취득한 앤티가 바부다의 주민이다.

## 종류
대부분 아프리카에서 노예로 팔려온 흑인 들의 자손이다.

## 문화
언어는 영어를 사용한다.
하지만, 크레올어를 사용하는 소수의 앤티가 바부다인도 있다.

## 역사
오랫동안, 영국의 식민지로 있다가, 앤티가 바부다는 1981년 11월 1일 완전 독립하였다.

## 같이 보기
- 세인트루시아인
- 세인트키츠 네비스인
- 세인트빈센트 그레나딘인
- 도미니카 연방인
- 바베이도스인
- 자메이카인